# Selección de fútbol de las Molucas del Sur
La selección de fútbol de las Molucas del Sur es el equipo que representa a estas islas en las competiciones oficiales. Su organización está a cargo de la Maluku Football Association,[cita requerida] anteriormente perteneciente a la NF-Board.
Dentro de sus palmarés está el haber ganado la Copa UNPO, torneo disputado en La Haya (Holanda) el año 2005, eliminando a Papúa Occidental por penales y luego derrotando por 3:1 al combinado de Chechenia.

## Estadísticas
| Año       | Posición  | PJ        | PG        | PE        | PP        | GF        | GC        |
| Copa UNPO | Copa UNPO | Copa UNPO | Copa UNPO | Copa UNPO | Copa UNPO | Copa UNPO | Copa UNPO |
| --------- | --------- | --------- | --------- | --------- | --------- | --------- | --------- |
| 2005      | Campeón   | 2         | 1         | 1         | 0         | 4         | 2         |
| 2017      | ?         | ?         | ?         | ?         | ?         | ?         | ?         |
| Total     | 1/2       | 2         | 1         | 1         | 0         | 4         | 2         |